# سدر مقدس
سدر هیمالیا (نام علمی: Cedrus deodara) نام یک گونه از تیره کاجیان است.

## نام
نام deodara از لفظ سانسکریت به معنای «درخت خدایان» می‌آید که با فارسی باستان هم‌ریشه است. deo همان «دیو» به معنای خدا و dara همان «دار» به معنای درخت است - هر دو جزء لغت در فارسی نوین زنده است.

## نگارخانه

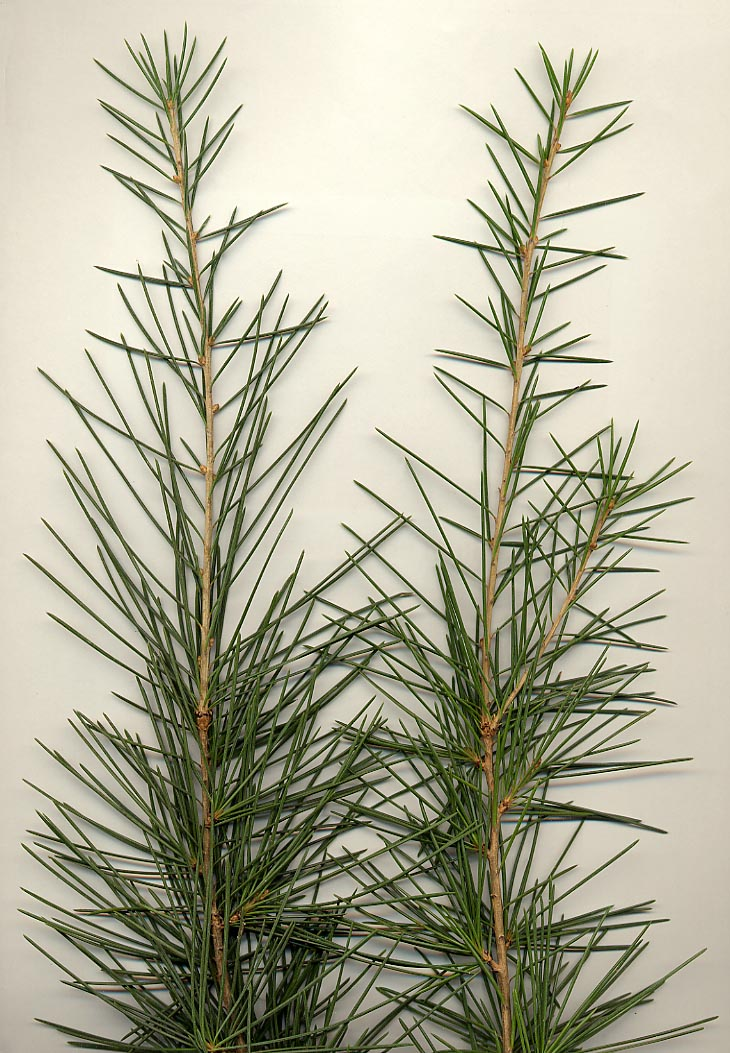
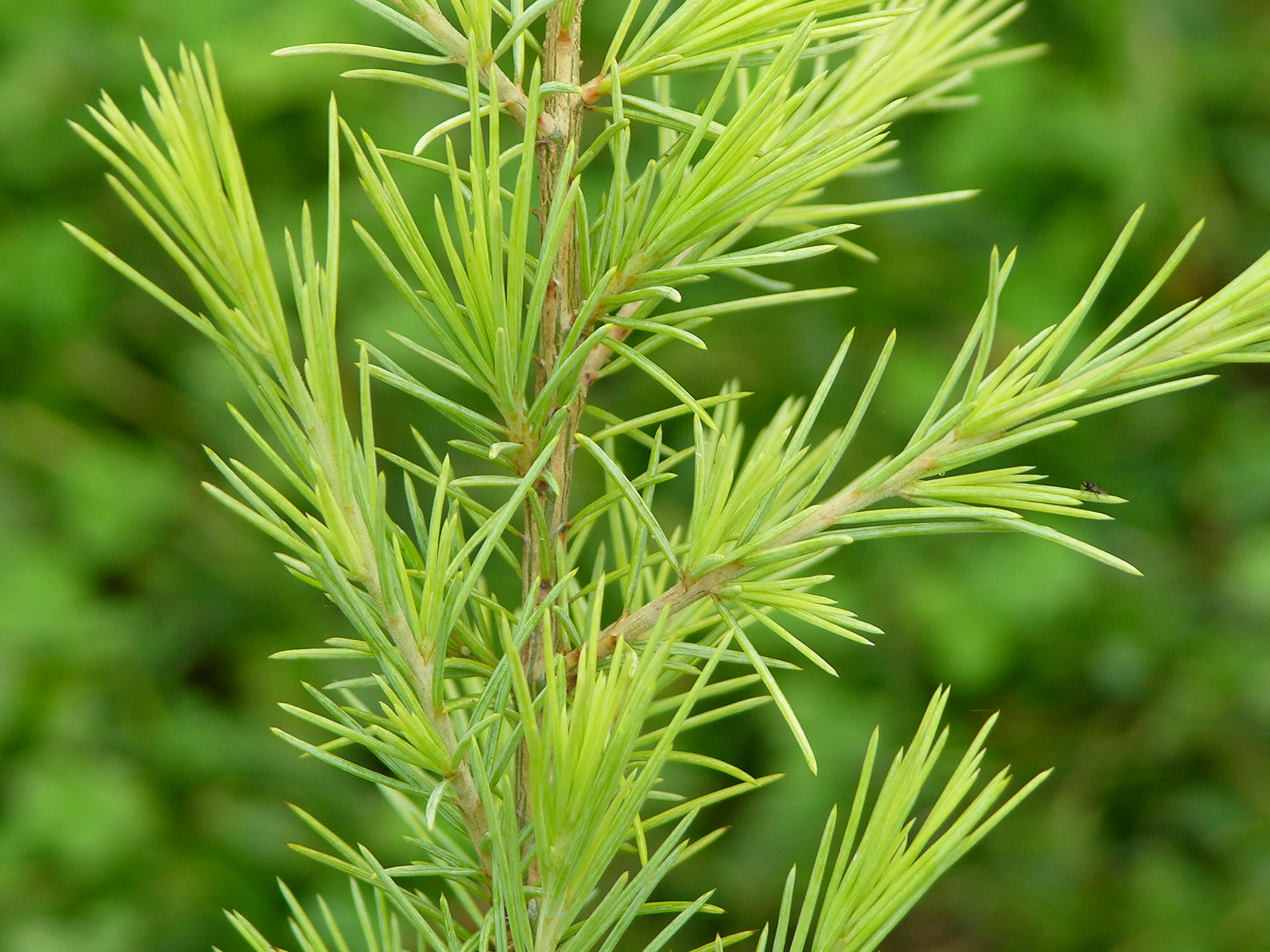
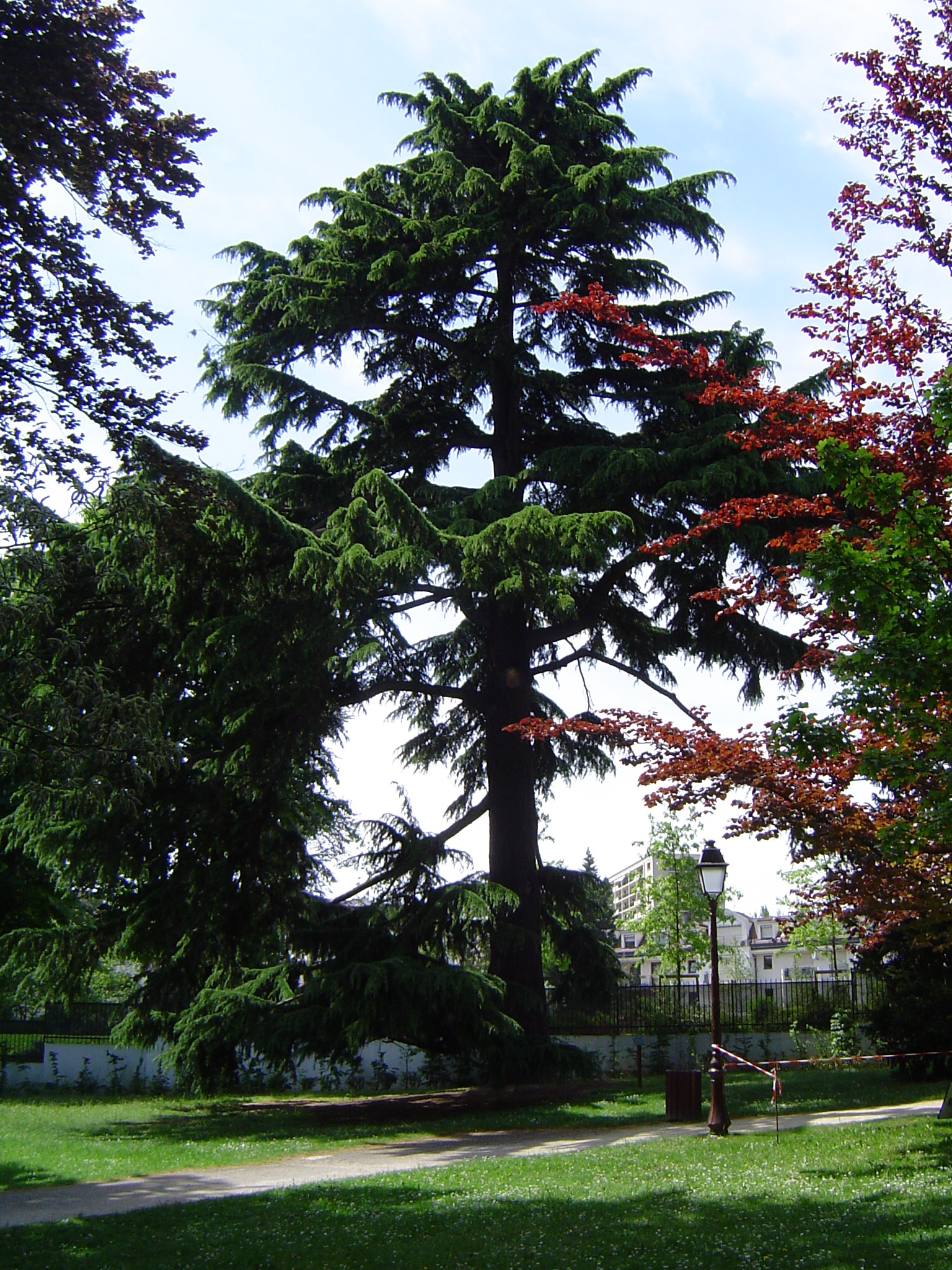
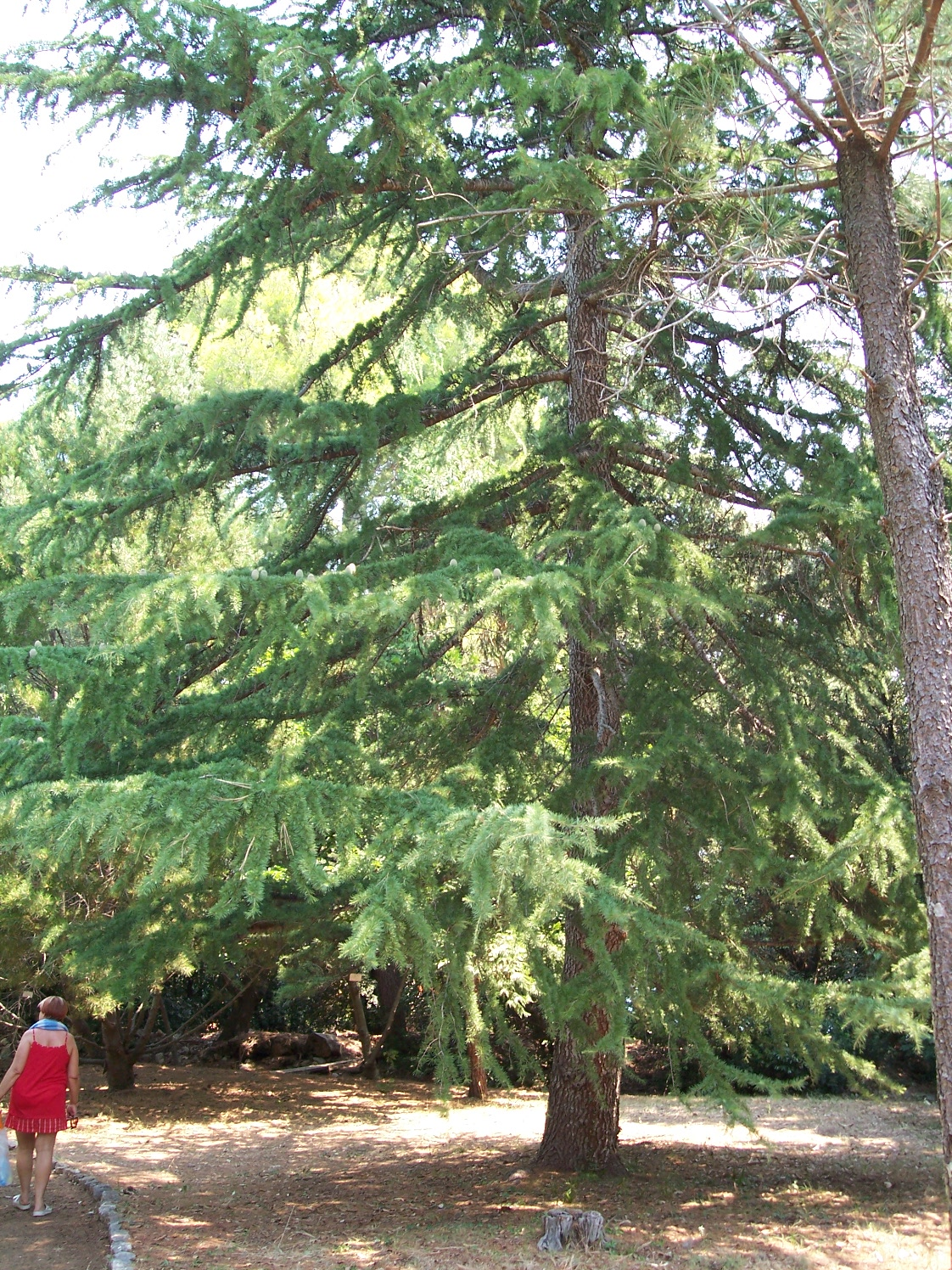
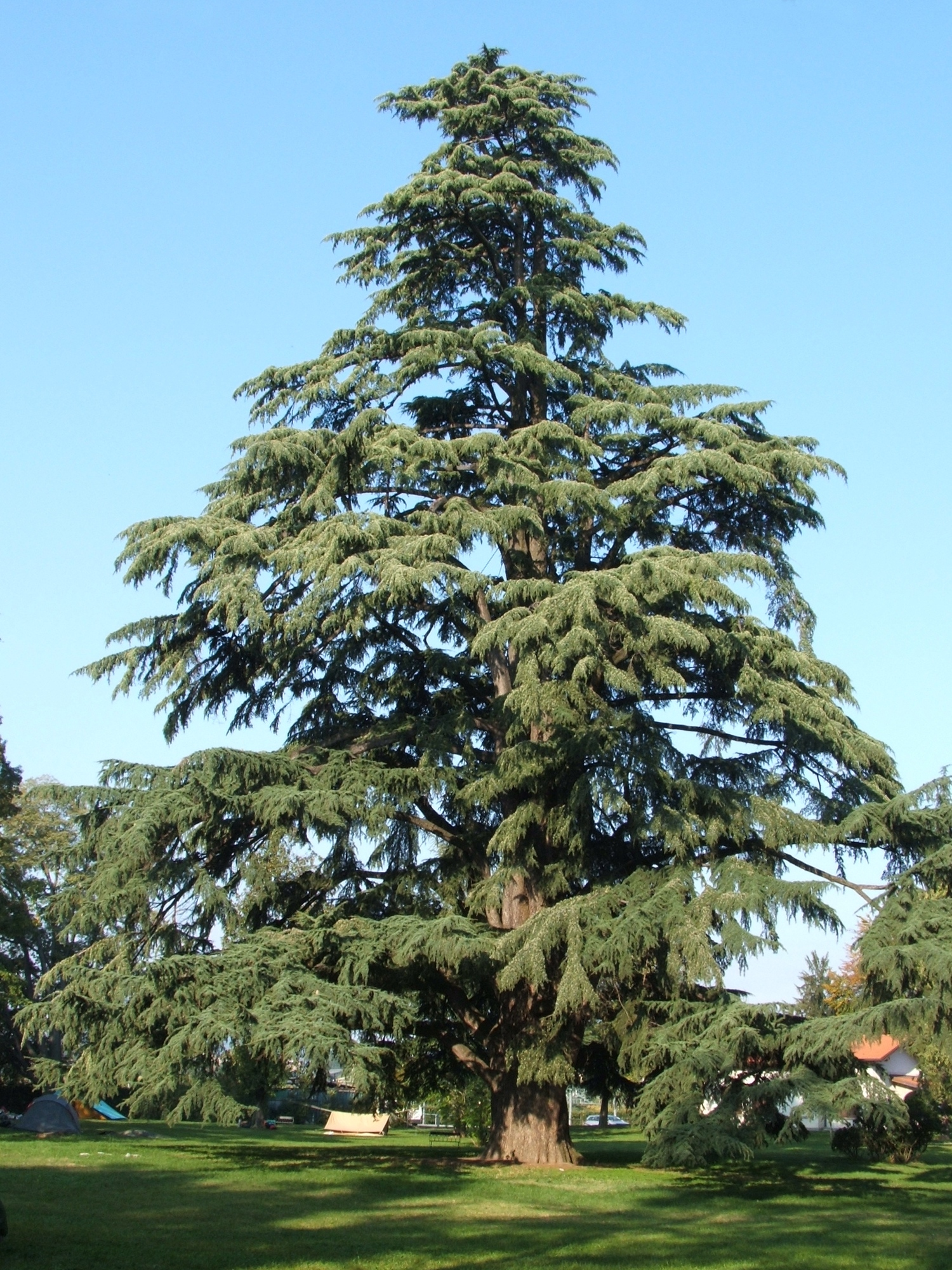
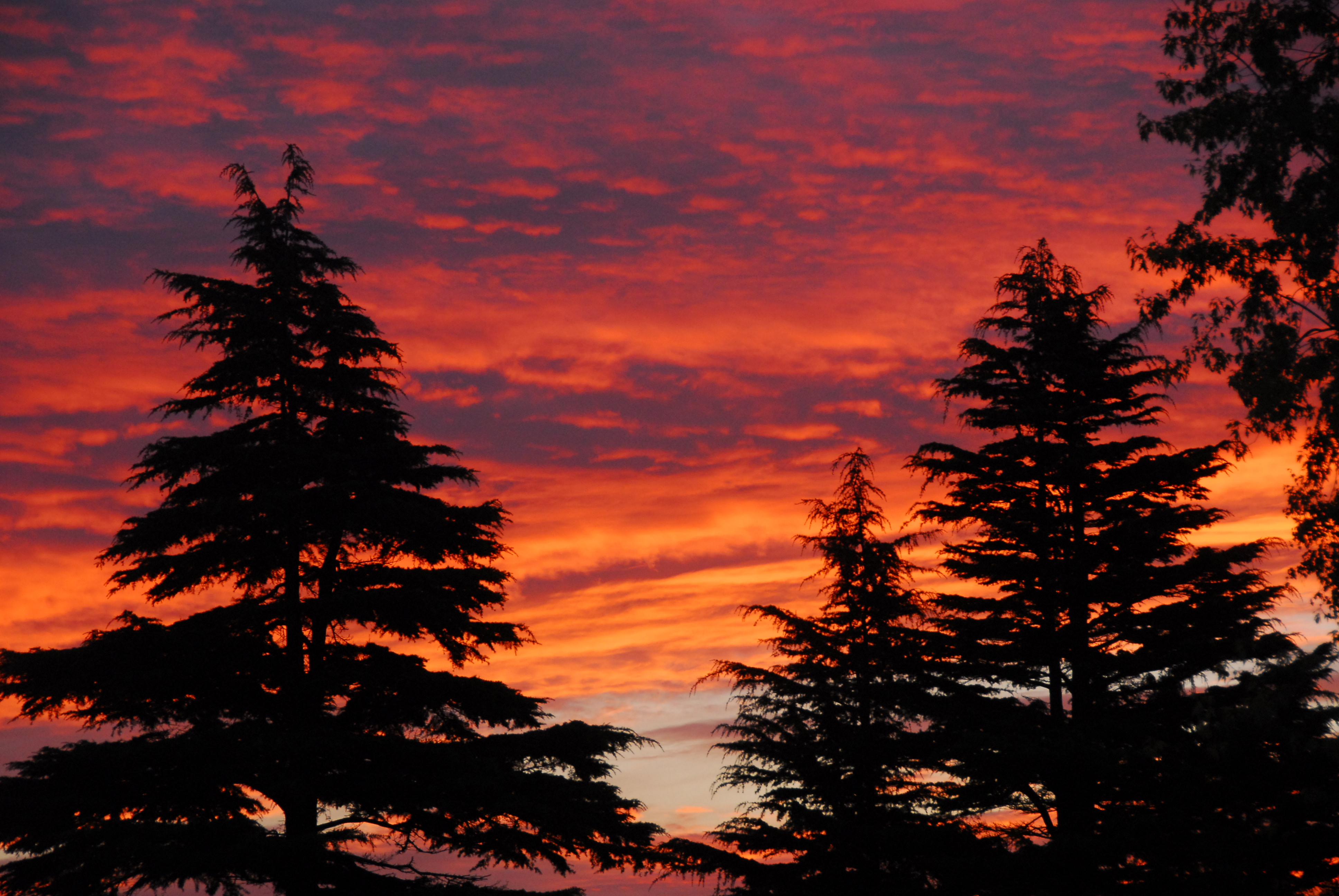